# Joop van Nellen
Johannes Cornelis van Nellen, detto Joop (Delft, 15 marzo 1910 – Delft, 14 novembre 1992), è stato un calciatore olandese, di ruolo attaccante.